# Lierde
Lierde este o comună neerlandofonă situată în provincia Flandra de Est, regiunea Flandra din Belgia. La 1 ianuarie 2008 avea o populație totală de 6.475 locuitori. Comuna Lierde este formată din localitățile Deftinge, Hemelveerdegem, Sint-Maria-Lierde și Sint-Martens-Lierde. Suprafața totală a comunei este de 26,13 km². 